# Československá strana agrární a konservativní
Československá strana agrární a konservativní (v současném přepisu Československá strana agrární a konzervativní) byla politická strana na území prvorepublikového Československa založená v roce 1925 jako odštěpenecká konzervativní skupina, která se odtrhla od Republikánské strany zemědělského a malorolnického lidu (agrární strany).

## Dějiny a ideologie
Po vzniku Československa podpořil Antonín Švehla jako předák agrární strany projekt pozemkové reformy a rozhodl se opřít stranu o středostavovské i malozemědělské vrstvy. Pozemková reforma schválená roku 1919 vyvolala odpor konzervativní části strany okolo Rudolfa Bergmana a Josefa Žďárského, kteří odešli do odštěpenecké strany Československá rolnická jednota. Ta ale nezískala významnější podporu a v parlamentních volbách v roce 1920 kandidovala v alianci s Československou národní demokracií.
I po odchodu Rudolfa Bergmana a Josefa Žďárského zůstávalo v agrární straně konzervativní statkářské křídlo, které se snažilo brzdit majetkové přesuny v rámci pozemkové reformy a ostře se vymezovalo proti koaliční spolupráci se sociálními demokraty a socialisty. Tuto pravicovou frakci vedl Karel Prášek, ministr zemědělství ve vládě Karla Kramáře a v obou vládách rudozelené koalice (první vláda Vlastimila Tusara a druhá vláda Vlastimila Tusara).
V roce 1920 byl Prášek z ministerského postu vytlačen. Stal se předsedou Senátu Národního shromáždění ČSR, ale nadále měl ve straně jistý vliv. V roce 1924 ovšem vypukla takzvaná Lihová aféra, neboli Práškova aféra, v jejímž důsledku byl zcela vytlačen z vrcholných stranických a státních pozic. Na jeho podporu vystoupila skupina jeho stoupenců (zejména Jaroslav Rychtera). V lednu 1925 byli oba politici vyloučeni z agrární strany. Navázali kontakty s dalšími skupinami nespokojených agrárníků a v únoru 1925 založili Československou stranu agrární a konservativní. Ta se definovala jako konzervativní, pravicová, protihradní formace. Prášek i Rychtera nicméně přišli na základě principu vázaného mandátu o křesla v parlamentu.
V parlamentních volbách v roce 1925 Československá strana agrární a konservativní předložila samostatnou kandidátní listinu. Nezískala ale od voličů dostatečnou podporu ke získání byť jediného mandátu v Národním shromáždění. Po volebním debaklu Karel Prášek stranu rozpustil.